# Heinz Schmitt
Heinz Schmitt (ur. 30 sierpnia 1920 w Brackwede, obecnie dzielnica Bielefeld, zm. 30 października 1980 w Essen) – niemiecki polityk, samorządowiec i działacz związkowy, od 1979 do 1980 poseł do Parlamentu Europejskiego I kadencji.

## Życiorys
Uczęszczał do szkół podstawowych w Brackwede. Pracował później w fabryce koncernu Ruhrstahl w tym mieście, ucząc się zawodu hydraulika i instalatora. Podczas II wojny światowej służył w Kriegsmarine: znalazł się na pokładzie torpedowca, w który uderzyła mina w Zatoce Gdańskiej, później przebywał w niewoli amerykańskiej i brytyjskiej. Po wojnie powrócił do pracy w Ruhrstalu, został szefem rady pracowniczej. W 1956 został etatowym pracownikiem IG Metall. Od 1975 kierował Federacją Niemieckich Związków Zawodowych w Bielefeld. Zasiadał w radach nadzorczych spółek komunalnych oraz od 1972 we władzach Kościoła Ewangelickiego w Westfalii.
Od 1933 należał do Falken, uczniowskiej organizacji SPD, później wstąpił do tej partii. Od 1948 był członkiem rady miejskiej Brackwede. Zajmował też stanowisko burmistrza jednostki administracyjnej Amt Brackwede i miasta Brackwede do 1973, kiedy to włączono je do Bielefeld; później kierową tą dzielnicą w ramach administracji Bielefeld. Do 1979 zasiadał też w bielefeldzkiej radzie miejskiej. W 1979 wybrano go posłem do Parlamentu Europejskiego, gdzie przystąpił do frakcji socjalistycznej. Zmarł w trakcie kadencji na nowotwór.

## Życie prywatne
Od 1944 był żonaty z Erną z domu Kauffold, miał trzech synów i córkę.

## Odznaczenia
W 1976 odznaczony Krzyżem Zasługi na Wstędze Orderu Zasługi Republiki Federalnej Niemiec.